# Jaquan Brisker
Jaquan Monte Brisker (Pittsburgh, Pensilvania, 20 de abril de 1999) más conocido como Jaquan Brisker, es un jugador profesional estadounidense de fútbol americano, se desempeña en la posición de safety en Chicago Bears, en la National Football League (NFL).

## Carrera
Fue seleccionado en la Reunión Anual de Selección de Jugadores de la NFL de 2022. Hizo su debut profesional con el equipo Chicago Bears, lleva jugando dos temporadas.